# Scheggino
Scheggino és un comune (municipi) de la província de Perusa, a la regió italiana d'Úmbria, situat uns 60 km al sud-est de Perusa. L'1 de gener de 2018 tenia 452 habitants.
Scheggino limita amb els municipis de Ferentillo, Monteleone di Spoleto, Sant'Anatolia di Narco i Spoleto.

## Evolució demogràfica
| Gràfica d'evolució de Scheggino entre 1861 i                                      |
|                                                                                   |
| Font: Istituto Nazionale di Statistica (ISTAT) - Elaboració gràfica de Viquipèdia |